# François-Xavier Nguyên Van Thuán
Phanxicô Xaviê Nguyễn Văn Thuận, també conegut com a Francis-Xavier Nguyễn Văn Thuận (pronunciat [ŋʷjə̌ˀn van tʰwə̂ˀn] ⓘ ; 17 d'abril de 1928 - 16 de setembre de 2002), va ser un cardenal vietnamita de l'Església catòlica. Va ser nebot del primer president del Vietnam del Sud Ngô Đình Diệm, i de l'arquebisbe Ngô Đình Thục.
El papa Francesc el va nomenar Venerable el 4 de maig de 2017, un pas important en el camí cap a la canonització.

## Biografia
Thuận va néixer a Huế el 1928, fill de Nguyễn Văn Ấm i Elizabeth Ngô Đình Thị Hiệp, filla de Ngô Đình Khả. Es va incorporar al seminari d'An Ninh quan era adolescent, i va ser ordenat sacerdot l'11 de juny de 1953 per monsenyor Jean-Baptiste Urrutia. Després de tres anys d'estudis posteriors a Roma, va ser nomenat entre 1959 i 1967 com a professor i rector del Seminari de Hoan Thiện, Huế.

### Carrera episcopal
Va ser nomenat bisbe de Nha Trang el 13 d'abril de 1967 i va rebre la consagració episcopal el 4 de juny de 1967 a Huế per part d'Angelo Palmas, delegat apostòlic a Vietnam (i més tard nunci a Colòmbia i al Canadà), assistit pels bisbes Philippe Nguyễn Kim Dien, administrador apostòlic, sede plena, de Huế, i Jean-Baptiste Urrutia, arquebisbe titular de Carpato. El 24 d'abril de 1975, va ser nomenat arquebisbe coadjutor de Saigon. Sis dies després, Saigon va caure en mans de l'exèrcit del Vietnam del Nord, i Thuận, objectiu per la seva fe i les seves connexions familiars amb Ngô Đình Diệm, va ser detingut pel govern comunista del Vietnam en un camp de reeducació durant 13 anys, nou en confinament solitari.
A la presó, va enviar missatges de contraban a la seva gent en trossos de paper. Les breus reflexions, copiades a mà i distribuïdes per la comunitat vietnamita, s'han imprès al llibre, El camí de l'esperança. Mitjançant una xarxa d'influents vietnamites d'ultramar, inclosos dignataris, com el seu antic company de classe monsenyor Trần Văn Hoài, El camí de l'esperança es va distribuir a tot el món. Un altre llibre, Oracions de l'esperança, conté les seves oracions escrites a la presó. El bisbe va crear una petita Bíblia amb trossos de paper. Guàrdies simpàtics van introduir de contraban un tros de fusta i algun filferro amb el qual va elaborar un petit crucifix.

### A l'exili
El 21 de novembre de 1988, Thuận va ser alliberat pel govern comunista, però es va mantenir sota arrest domiciliari a la casa de l'arquebisbe a Hanoi, i no va poder tornar a la seva seu, Hồ Chí Minh City. El 1991 se li va permetre visitar Roma però no tornar-hi. L'any següent, va rebre un càrrec a la Comissió Catòlica Internacional per a les Migracions a Ginebra, Suïssa . El 24 de novembre de 1994 va ser nomenat president del Consell Pontifici per a la Justícia i la Pau, i al mateix temps va dimitir del seu càrrec d'arquebisbe coadjutor de Saigon. Com a president del Consell Pontifici, va tractar temes com el deute del Tercer Món. El 1995, va ser nomenat Postulador de la Causa de Beatificació del germà Nguyễn Tan Văn, també conegut com Marcel Van. El 21 de febrer de 2001, Thuận va ser creat cardenal diaca de Santa Maria della Scala.
Va morir de càncer en una clínica de Roma , Itàlia, el 16 de setembre de 2002, a l'edat de 74 anys.

## Llegat
El 16 de setembre de 2007, el cinquè aniversari de la mort del cardenal, l'Església Catòlica va iniciar el procés de beatificació de Thuận.
El papa Benet XVI va expressar "una profunda alegria" per la notícia de l'obertura oficial de la causa de beatificació. Els catòlics del Vietnam també van rebre positivament la notícia sobre l'obertura del procés de beatificació del cardenal. En paraules d'un catequista de l'arxidiòcesi de la Ciutat de Hồ Chí Minh, "Nguyễn Văn Thuận és un exemple de santedat per als catòlics vietnamites i per al món sencer".
A la seva encíclica del 2007, Spe Salvi, Benet XVI es va referir a les Pregàries de l'esperança de Thuận , dient:
| « | Durant tretze anys a la presó, en una situació aparentment desesperada, el fet de poder escoltar i parlar amb Déu es va convertir per a ell en un poder creixent d'esperança, que li va permetre, després del seu alliberament, esdevenir per a persones de tot el món un testimoni de l'esperança, d'aquesta gran esperança que no s'esgota ni en les nits de solitud. | » |

El Dr. Waldery Hilgeman és el postulador de la causa de la canonització de Thuận.

## Llibres
- François-Xavier Nguyễn Văn Thuận. Five Loaves & Two Fish 1969 ISBN 978-0819826763
- François-Xavier Nguyễn Văn Thuận. The Road of Hope: A Gospel from Prison 2001 ISBN 978-0819864734
- François-Xavier Nguyễn Văn Thuận. Prayers of Hope, Words of Courage 2002 ISBN 978-0819859389
- François-Xavier Nguyễn Văn Thuận. Five Loaves & Two Fish 2003 ISBN 978-0819826763
- François-Xavier Nguyễn Văn Thuận. Prières d'espérance 1995 ISBN 978-2866791872
- François-Xavier Nguyễn Văn Thuận. J'ai suivi Jésus: un évêque témoigne 1997 ISBN 978-2712206451

### Cites
Enregistrat en la festa del Sant Rosari, el 7 d'octubre de 1976, a la presó de Phú Khánh, durant el seu aïllament:
| « | Sóc feliç aquí, en aquesta cel·la, on creixen bolets blancs a la meva estora, perquè ets aquí amb mi, perquè vols que visqui aquí amb tu. He parlat molt al llarg de la meva vida: ara ja no parlo més. És el teu torn de parlar-me, Jesús; t'escolto. | » |